# Обуховская площадь
Обу́ховская площадь — площадь в Адмиралтейском районе Санкт-Петербурга. Расположена на пересечении Московского проспекта и нечётной стороны набережной реки Фонтанки.

## Название
Обуховская площадь получила название в 1828 году по Обуховскому мосту через реку Фонтанку.

## Достопримечательности

### Институт Корпуса инженеров путей сообщения(набережная реки Фонтанки, дом 111-113,Московский проспект, дом 13-15)
Институт Корпуса инженеров путей сообщения или Петербургский государственный университет путей сообщения. Ректорский корпус. Здание в стиле сталинского неоклассицизма построено в 1949-1952 годах по проекту архитекторов В.И. Кузнецова и В.В Позднякова. Подковообразное пятиэтажное здание с балконами, украшенный лепными карнизами. Сейчас это ректорский корпус номер 7 университета. В 2003 году перед корпусом на площади установлен бронзовый бюст первому ректору Института Корпуса инженеров путей сообщения А.А. Бетанкуру, авторы скульптор В.Э. Горевой, архитекторы В.В. Попов и Ю.А. Никитин.

### Дом князя Енгалычева (набережная реки Фонтанки, дом 109, Московский проспект, дом 14)
Дом князя Енгалычева в стиле классицизма построен в 1832 году, в 1952 году надстроен пятый этаж, в 1970 году проведён капитальный ремонт здания.

### Обуховский мост
Обуховский мост через реку Фонтанка. До 1785 года мост на этом месте был деревянным, затем его перестроили в постоянный трёхпролётный каменный мост с арочными боковыми пролётными строениями и деревянным разводным пролётом в середине. В 1939 году его полностью перестроили по проекту инженера В.В. Демченко и архитектора Л.А. Носкова. Общая длин моста 67 м, ширина - 31 м.

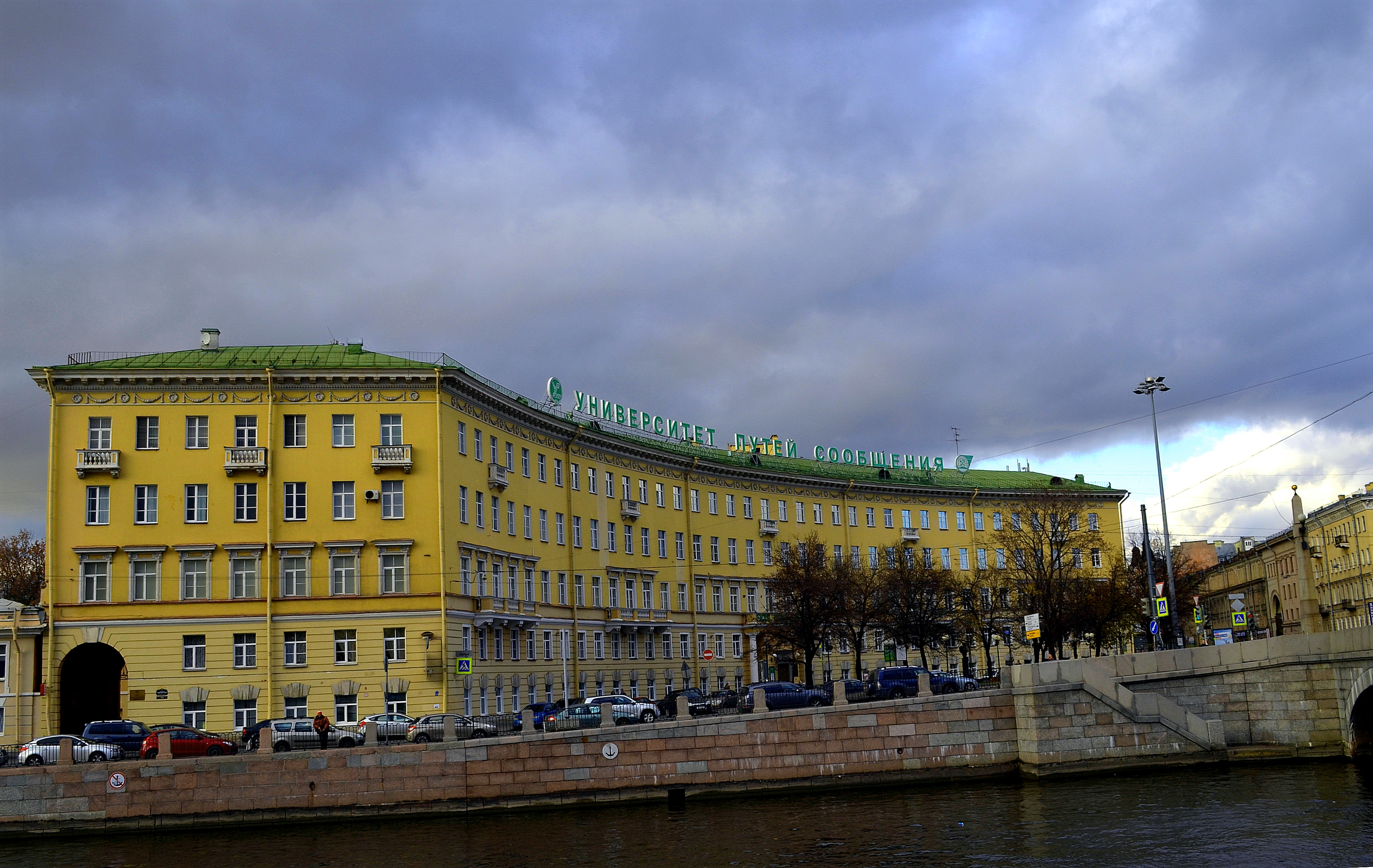
Петербургский государственный университет путей сообщения
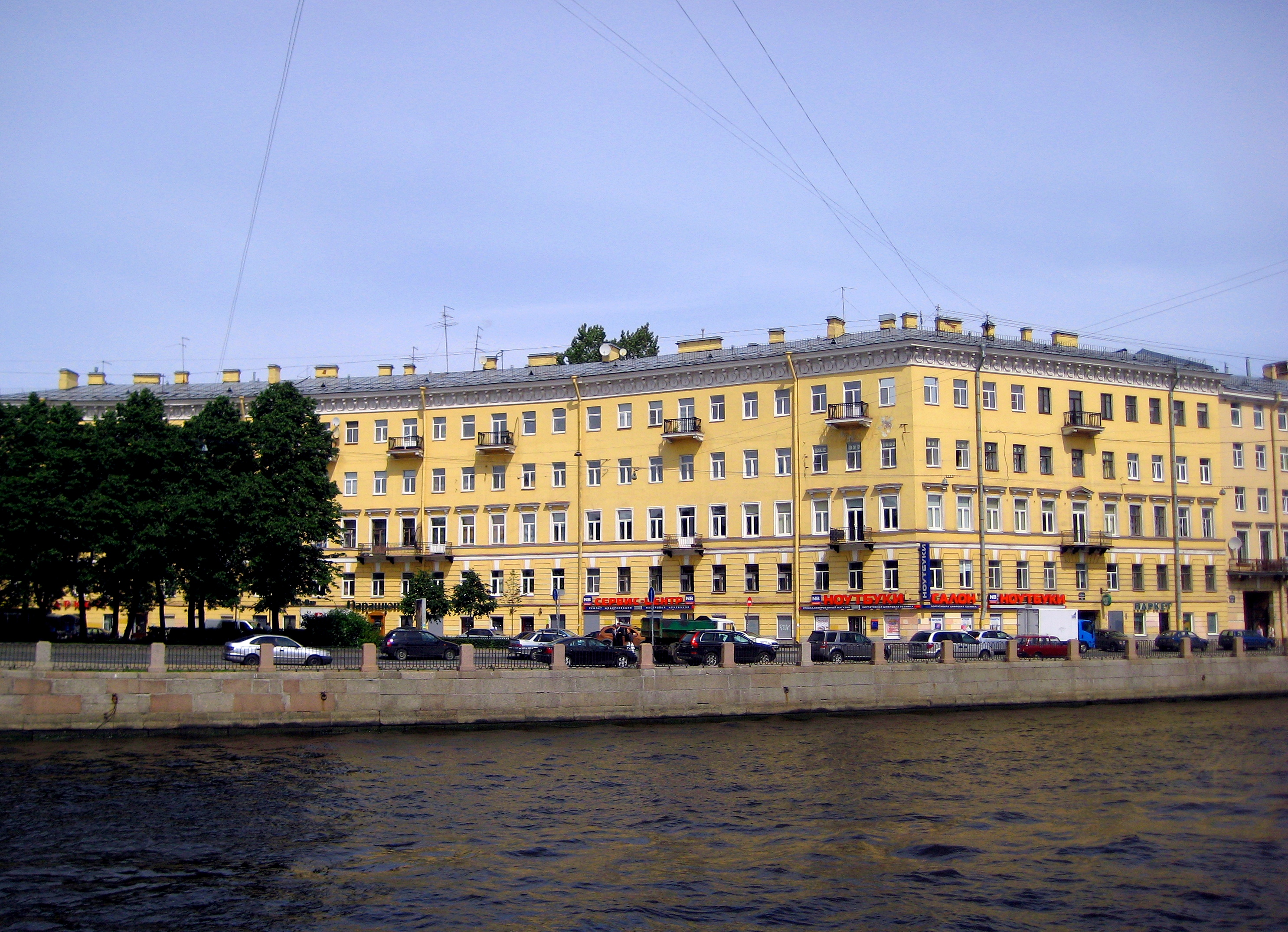
Дом князя Енгалычева
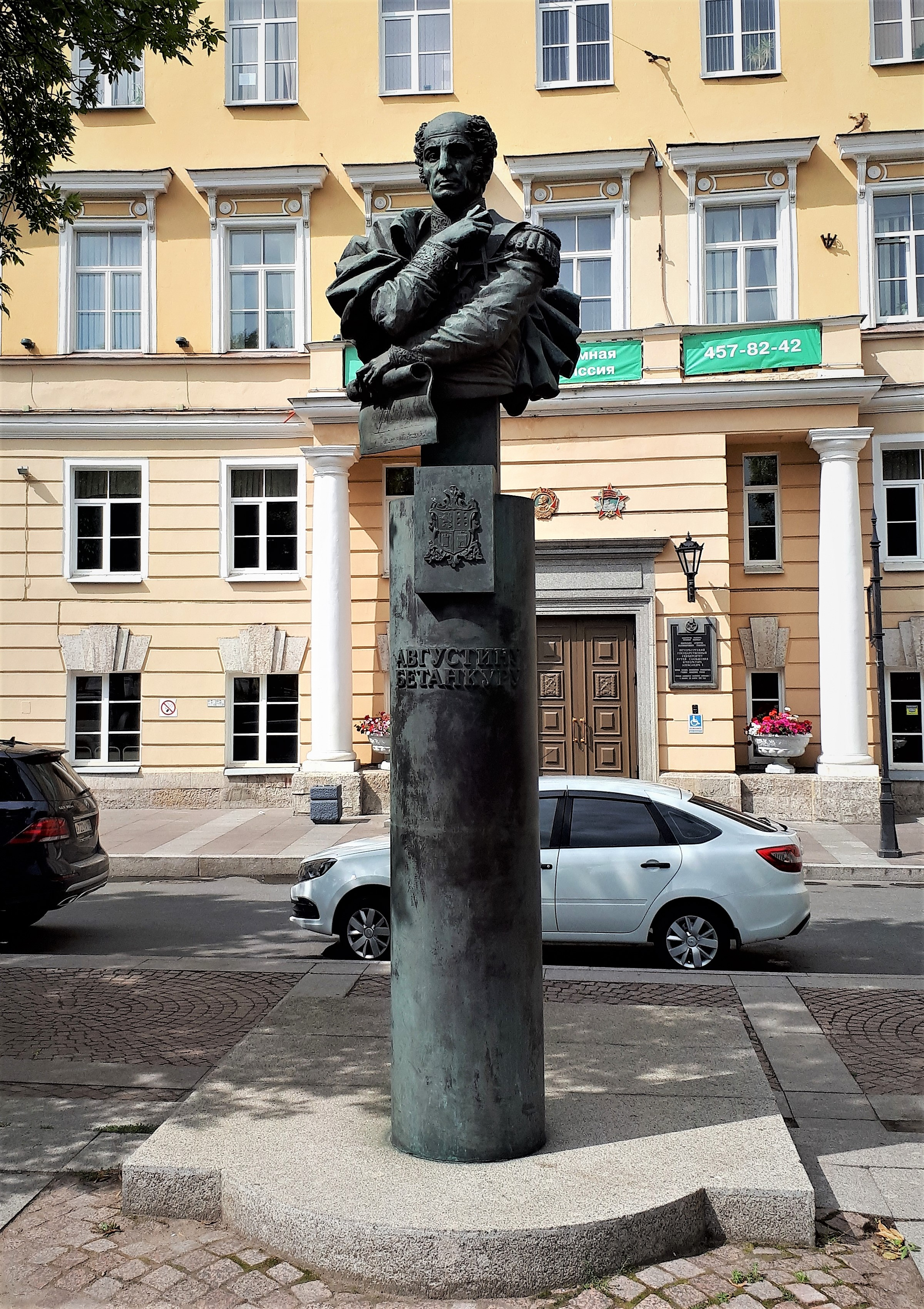
Памятник Августину Бетанкуру
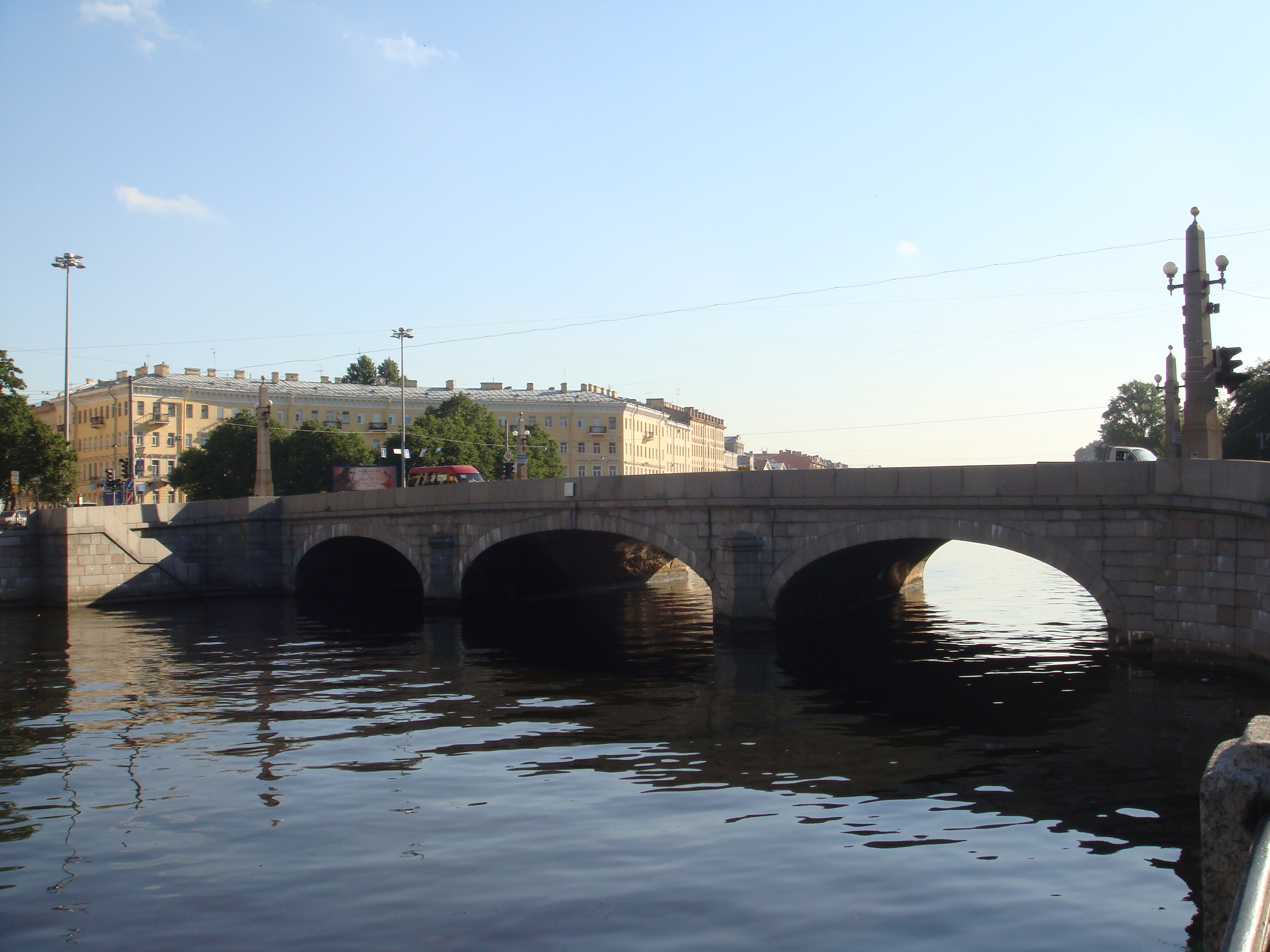
Обуховский мост

## Транспорт
Ближайшие станции метро к площади:  «Садовая» (пешком до площади 590 м),  «Сенная площадь» (640 км),  «Технологический институт» (770 м).
Рядом с площадью есть остановка общественного транспорта «Набережная реки Фонтанки»: автобус 50, 70, 262.